# Stephen Dodgson
Stephen Cuthbert Vivian Dodgson est un compositeur britannique né à Londres le 17 mars 1924, mort le 13 avril 2013.

## Biographie
Il réalise ses études de musique au Royal College of Music, où il étudie notamment avec Hadley et RO Morris et où plus tard, il enseigne lui-même la théorie et la composition (jusqu'en 1982). Cette même année, où il décide de se consacrer exclusivement à la composition. Dans les années 1949-1950 il bénéficie d'une bourse pour un séjour itinérant en Italie. À son retour il enseigne dans diverses institutions et sa notoriété en tant que compositeur s'affirme rapidement.
En même temps, ses nombreux commentaires musicaux sur les ondes de la BBC pour qui il travaille dès 1957, lui valent une large renommée dans tout le pays ; une activité qu'il poursuit dans les années 1990.
Ses œuvres s'inscrivent dans de multiples formes et formations, dans un langage largement tonal et dans la tradition. Il est riche en expression et en chromatismes. Sa palette orchestrale est subtile et riche. Son œuvre pour la guitare (alors qu'il n'était pas guitariste lui-même) est importante et lui vaut « une reconnaissance et une popularité mondiales ». Il est l'un des rares compositeurs contemporains à écrire également pour le clavecin, le clavicorde et la harpe.

## Œuvre

### Musique de chambre
- Quintette avec piano no 1 (1966)
- Quinette à cordes (1986)
- Quintette avec piano no 2 (1999)
- Change-ringers, pour quatre guitares
- Intermezzo : Citharae chordae pro pace, pour quatre guitares
- Hymnus de Sancto Stephano, pour soprano et ensemble de guitares
- Four poems of John Clare, pour soprano et guitare
- Roundelay, pour violoncelle et 4 guitares
- Divertissement, pour violon et ensemble de guitares
- The Selevan story, pour flûte, violon et six guitares

### Vocale
- 4 poèmes de John Clare (1961)
- Les Innocents pour SSATBB (1975)
- La dernière des feuilles pour basse, clarinette et cordes (1975)

## Discographie
- Quatuors à cordes, Quintette avec guitare (vol. 1 à 3) – Quatuor Tippett : John Mills, Jeremy Isaac, violons ; Maxime Moore, alto ; Bozidar Vukotic, violoncelle ; Craig Ogden, guitare (13-15 mars 2006/9-11 janvier 2007/31 janvier 2008, 3 CD Dutton) (OCLC 311748595) (OCLC 156854761 et 733267038)
- Musique de chambre pour guitare – Quatuor de guitare Mēla : Evva Mizerska, Hartmut Richter, Antonia Gentile, Michael Butten (guitare et guitare basse) ; Antonia Gentile, soprano ; Daniel Bovey, guitare ; Octavia Lamb, flûte ; Hartmut Richter, violon ; Duo Eden Stell (27-29 juin 2015/6 avril 2016, Naxos) (OCLC 1013184374)
- Musique de chambre, vol. 2 : quintettes avec piano et quintette à cordes – Quatuor Tippett ; Emma Abbate, piano ; Susan Monks, violoncelle 2 (5-7 janvier 2016, Toccata Classics) (OCLC 987700050)
- Musique de chambre, vol. 1 : violoncelle et piano – Evva Mizerska, violoncelle ; Emma Abbate, piano (18-20 janvier 2016, Toccata Classics) (OCLC 983461579)
- 24 Inventions for Harpsichord – Ekaterina Likhina, clavecin (16-18 septembre 2016, Naxos 9.70262) (OCLC 987068685)
- Musique de chambre, vol. 3 : avec hautbois – James Turnbull, hautbois ; Libby Burgess, piano ; Eleanor Turner, harpe ; Robyn Allegra Parton, soprano (3-5 avril 2017, Toccata Classics) (OCLC 1019651309)